# Black Gold
Black Gold från 1970 är ett livealbum av Nina Simone. Det spelades in under en konsert i Philharmonic Hall, New York i oktober 1969.
Sången To Be Young, Gifted and Black (med text av Weldon Irvine) skrev Simone till minne av sin bortgångna vän Lorraine Hansberry. Sången kom att bli en ”nationalsång” för Medborgarrättsrörelsen.
Simone presenterar sången med orden:
"It is not addressed to white people primarily. Though it doesn't put you down in any way...it simply ignores you. For my people need all the inspiration and love that they can get."

## Låtlista
1. Introduction – 2:37
2. Black is the Color of My True Love's Hair (trad) – 7:26
3. Ain't Got No – I Got Life (Galt MacDermot/Jim Rado/Gerome Ragni) – 5:32
4. Westwind (William Salter/Caiphus Semenya) – 9:42
5. Who Knows Where the Time Goes (Sandy Denny) – 8:12
6. The Assignment Song-Sequence (Jan Hendin) – 6:26
7. To Be Young, Gifted and Black (Nina Simone/Weldon Irvine) – 10:14

## Musiker
- Nina Simone – sång, piano
- Emile Latimer – gitarr, sång (spår 2)
- Tom Smith – gitarr
- Weldon Irvine – orgel
- Don Alias – trummor
- Juma Santos – congas
- The Swordsmen – sång (spår 7)